# Ochrobryum sakalavum
Ochrobryum sakalavum är en bladmossart som beskrevs av Jules Cardot och Jean Édouard Gabriel Narcisse Paris 1904. Ochrobryum sakalavum ingår i släktet Ochrobryum och familjen Dicranaceae. Inga underarter finns listade i Catalogue of Life.